# Арте Джонсон
Арте Стантон Ерік Джонсон (англ. Arte Johnson; 20 січня 1929, Бентон-Гарбор, Беррієн, Мічиган, США — 3 липня 2019, Лос-Анджелес, Каліфорнія, США) — американський актор-комік, який регулярно знімався у телевізійному фільмі Martin's Laugh-In", де він зіграв відомих персонажів, включаючи німецького солдата з фразою «verrrry interesting…» (дуже цікаво), і старого, який звично пропонував прихильницю Рут Бьюцці.

## Життєпис

### Раннє життя
Джонсон народився 20 січня 1929 року в Бентон-Гарборі, штат Мічиган, і був сином Авраама Лінкольна і Едіт Маккензі (Голдберг / Голден) Джонсона. Його батько був адвокатом. Джонсон відвідував Університет штату Іллінойс в Урбана-Шампейн, де працював на радіостанції в університетському містечку та театральній гільдії UI зі своїм братом Кослом «Кос» Джонсоном. Врешті виш він закінчив у 1949 році.
Джонсон довго шукав роботу в рекламних агентствах Чикаго, але не знайшовши її виїхав до Нью-Йорка, щоб працювати у Viking Press. На початку 1954 року Джонсон виступав у кількох Нью-Йоркських нічних клубах, включаючи Le Ruban Bleu та The Village Vanguard. Його перша робота у шоу-бізнесі прийшла, коли він імпульсивно пішов на прослуховування і був прийнятий до Gentlemen Prefer Blondes. Джонсон з'явився в «Бережному ревізі» (Ben Bagley's) Бена Баглі, який відкрився поза Бродвеєм 28 лютого 1955 року в театрі президента Нью-Йорка.

### Ранні телевізійні та кіно ролики
Джонсон з'явився три рази в симплеті CBS 1955—1956 рр. «Always Jan», в головній ролі Яніс Пейдж і Меррі Андерс. У 1958 році він приєднався до акторів короткотривалого симпоту NBC Саллі, в головній ролі якого знімалася Джоан Колфілд. У цій програмі він грав у Bascomb Bleacher, молодшого, сина співвласника універмагу, зіграного Гейлом Гордоном. У 1960 році він грав Аріеля Лавалерра у фільмі, присвяченому роману Джека Керуака "The Subterraneans . У 1960 і 1961 роках він брав участь у трьох епізодах військової комедії / драматичного серіалу Джекі Купера, Hennesey, також на CBS.
Наступного року він зіграв «Містер Бейтс» в епізоді «Таємне життя» на Alfred Hitchcock Presents. Він також зіграв у епізоді ситкому Френка Алеттера «Bringing Up Buddy». Він також з'явився в «The Whole Truth», епізоді 1961 року The Twilight Zone, як продавець автомобілів, який ударив недобросовісного власника лота автомобіля Джека Карсона. До свого великого прориву в Laugh-In, Джонсон з'явився як капрал Куган у 1962 році в епізоді «The Handmade Private» серії антології GE True, організованої Джеком Веббом. У першому сезоні він грав на дивовижному військово-морському операторі на епізоді військово-морського флоту МакГейла. Крім того, в 1962 році він з'явився в The Andy Griffith Show як готельний клерк в епізоді «Енді і Барні у Великому місті».
Джонсон з'явився також у комедійній ролі як Чарлі, оператора бум-мікрофона, який демонструє Джеку Бенні, як правильно розібратися в анекдоті, за програмою Джек Бенні, що вийшла 2 жовтня 1964 року. Жарт, який виконувався на ескізі, став «потворною дитиною», яка згодом була пов'язана з Фліпом Вілсоном.
У 1965 році в ході першого сезону він здійснив гостьовий виступ у ситкомі АВС, Bewitched як Едгар — двоюрідний брат Саманти (Елізабет Монтгомері). Він спочатку намагається розірвати шлюб Саманти з Даррін — за наполяганням Ендори (Агнес Мурхед). Але, побачивши, як щасливо одружені Саманта і Даррін Стівенс (Дік Йорк), Едгар дає своє (хоча і тихе) благословення їх новому шлюбу.
Джонсон з'явився в одному з фінальних епізодів шоу «Донна Рід» у 1966 році. Він також знявся в 1967 році у сатиричному фільмі Джеймса Коберна Аналітик президента, де зіграв федерального агента.
У 1968 році він зіграв у епізоді 3-го сезону «Загублений в космосі», «Принцеса космосу». Джонсон грав космічного пірата Федора, допомагаючи машинам виграти війну.
Джонсон також знявся в епізоді 1971 року в Нічній галереї Рода Серлінга під назвою «Фліп-бік сатани», граючи безжалісного диск-жокея Дж. Дж. Вілсона, який змушений протистояти своїм минулим гріхам.

### Laugh-In
Джонсон широко відомий своєю роботою над комедією «Роуен і Мартін» з 1968 по 1973 роки, у якій він грав різноманітні персонажі, найвідомішим з яких був «Вольфганг», німецький солдат, який курив сигарети і вважав, що Друга світова війна ще триває, як він розвідав шоу, ховаючись за кущами. Потім він незмінно коментував попередній ескіз з фразою «Дуже цікаво …», про яку стверджував Джонсон, натхненний нацистським персонажем, який грав у фільмі « Відчайдушна подорож» 1942 року. З наближення до завершення шоу він (як нацист) запропонував слова прихильності «Люсі і Гарі» (Люсіль Болл та її другий чоловік, Гарі Мортон). Шоу Люсі на CBS було в прямій конкуренції з NBC's Laugh-In в ніч на понеділок.

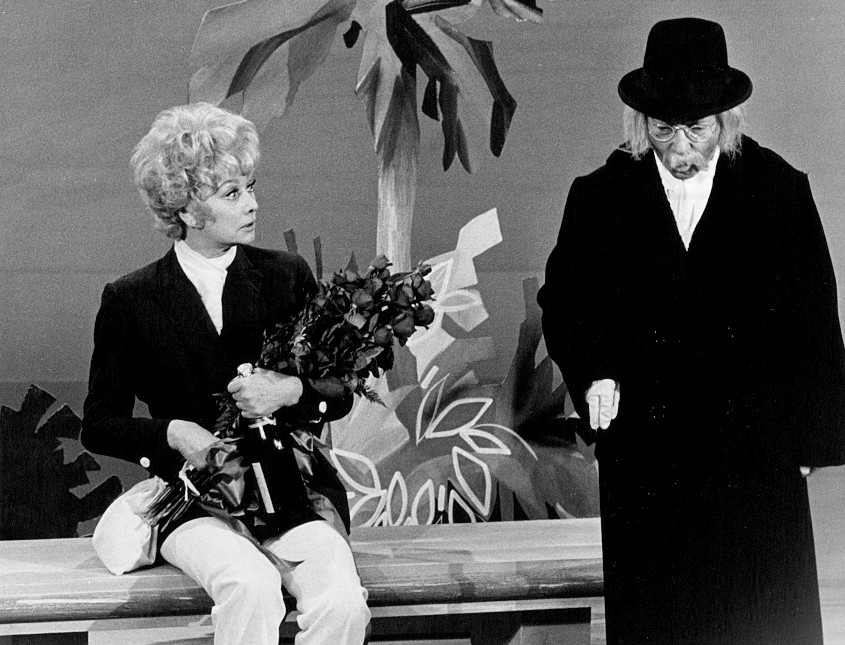
Джонсон як «Тайрон Ф. Горні», що наближається до Люсіл Бола в ескізі на «Глен Кемпбелл» (Goodtime Hour) (1971)

Іншим його знаковим комедійним персонажем був «Тайрон Ф. Горні», білошкірий, що носив «брудний» старий плащ — одяг. Він неодноразово прагнув спокусити «Гладдіс Ормфбі» (Ruth Buzzi — одягнений у коричневий клір) на лавці в парку. Тайрон увійшов на сцену, бурмочучи пісню (як правило, «У веселому, веселому місяці травні»), і, шпигуючи за Гладіс на лавці, сідав поруч з нею. Він задавав їй питання, і незалежно від відповіді, перетворити його на подвійне уявлення. Потім вона почала бити його гаманцем, і він падав з лавки, іноді з проханням про медичну допомогу.
Щоб підвищити рейтинги в третьому сезоні, Тайрон успішно зустрічався з Гладіс, що привело до весілля, яке відбувалось на вулиці в епізоді 16 березня 1970 року. (Ця подія включено до запису DVD-епізоду. коли і наречений, і наречена, виходили з церкви перед весільними обітницями.)
Ще декілька років після того, як Laugh-In закінчився, обидва персонажі стали анімованими в ранкових суботніх дитячих шоу Baggy Pants and the Nitwits.
Джонсон та його брат Косл були нагороджені Emmy Awards під час роботи над Laugh-In .

### Подальша діяльність
У 1972 році Джонсон знявся в епізоді «Куропатниця», як Ніколас Мінський Пушкін в епізоді «Моє серце належить гаражу двох автомобілів».
У 1973 році Джонсон з'явився в епізоді комедії «Дотик благодаті» . У 1974 році він знімався в першому сезоні дитячого шоу Hot Fudge у Детройті. Він також з'явився, на один тиждень, як знаменитий гість-панеліст в ігровому шоу Match Game. Наприкінці 1970-х років він був напіврегулярним гостем-панелістом у The Gong Show.
У 1976 році він зіграв анімаційного персонажа мультфільму «Містера», синьої, німецько акцентованої акули (з краваткою і циліндром), який любив вискакувати з води і кричати «HEEGotcha!» або «Gotcha!» людям, що не очікували на The Pink Panther Laugh-and-a-Half Hour-and-a-Half Show. Він також озвучив персонажа «Ревінь» на The Houndcats . Крім того, в 1976 році він з'явився як гість в канадському телешоу Знаменитості Кука з ведучим Бруно Геруссі і кліп з його епізоду був показаний у відкритті кредитів до закінчення шоу в 1987 році.
У вересні 1977 року Джонсон з'явився в епізоді версії Колеса фортуни ( NBC), що виступає в денний час, як замінювач листа, як для заповнення потерпілої Сьюзан Стаффорд, так і для просування його короткочасного ігрового шоу Knockout. до початку 1978 року. Замість того, щоб бути введеним диктором шоу, він починав шоу з невеликим монологом, коли диктор представив учасників дня.
У 1979 році він був відтворений як «Ренфілд», комічний прихильник Дракули Джорджа Гамільтона в Love At First Bite. Наступного року він з'явився у все-зірковому телевізійному фільмі катастрофи Condominium .
У 1985 році він озвучив «Weerd» у The 13 Ghosts of Scooby-Doo і зіграв незадоволеного співробітника, позбавленого вихідної допомоги в епізоді Airwolf. Він також озвучив декілька персонажів, таких як: д-р Людвіг фон Странджабк і граф Рей у двох епізодах Ducktales, Devil Smurf на Smurfs, Top Cat і Lou на Йо Йозі!, Ньют на Animaniacs та багатьох інших шоу.
У 1987 році Джонсон знявся в епізоді "Вона написала вбивство", «No Laughing Murder». Персонаж Джонсона, Філ Рінкер, є гостем на весільній вечірці дітей легендарної, але вде не популярної команди, комедії, Mack & Murray (яку грають Бадді Хакетт та Стів Лоуренс). Згодом персонажа Джонсона вбивають, видаючи його смерть за самогубство.
У 1990 році Джонсон з'явився в епізоді Нічного суду.
З 1991 по 1992 рік Джонсон з'явився в численних епізодах Загальної лікарні як Фініан О'Тул . У 1996 році він зіграв старого керівника лабораторії команди вчених, що працювали над сироваткою еліксиру молодості в Second Chance.
Він начитав понад 80 фрагментів аудіокниги, в тому числі Штейнгарт в Абсурдиітан (2006) і Карл Хайаса Bad Monkey.
У 2005 році він з'явився в епізоді " Ліга справедливості необмежена " «Зв'язки, що зв'язують», продублювавши Вірмана Вундабар.
У 2006 році Джонсон пішов у відставку.

## Особисте життя
Арте Джонсон жив у Південній Каліфорнії з дружиною Гізелою. Він хворів на негоджкінську лімфому, яку було діагностовано та успішно виліковано в 1997 році.
Джонсон помер 3 липня 2019 року на 91-у році життя, після того, як три роки хворів на рак сечового міхура і простати ;

## Фільмографія
- Miracle in the Rain (1956)
- The Subterraneans (1960)
- Bewitched (1965)
- The Third Day (1965)
- That Funny Feeling (1965)
- The President's Analyst (1967)
- P.J. (1968)
- I Dream of Jeannie (1969)
- Night Gallery (1971, TV)
- The Partridge Family (1972)
- Charge of the Model T's (1977)
- Once Upon a Brothers Grimm (1977, TV)
- Fantasy Island (1977, 1978, TV)
- Love At First Bite (1979)
- The Dukes of Hazzard (1979, TV)
- Condominium (1980, TV)
- The Love Tapes (1980, TV)
- Making of a Male Model (1983)
- Cannonball Run II (1984)
- The A-Team (1986)
- Evil Spirits (1990)
- Evil Toons (1992)
- Munchie (1992)
- Justice League Unlimited (2005, TV)